# Малые Ключи (Татарстан)
Малые Ключи (тат. Кече Клүчә, Keçe Klüçä) — село в Зеленодольском районе Республики Татарстан России. Входит в состав Большеключинского сельского поселения.

## География
Село находится в западной части Татарстана, в зоне хвойно-широколиственных лесов, к западу от автодороги 16К-0720, на расстоянии примерно 14 километров (по прямой) к северо-востоку от города Зеленодольска, административного центра района. Абсолютная высота — 120 метров над уровнем моря.

### Климат
Климат характеризуются как умеренно континентальный, с умеренно холодной продолжительной зимой и тёплым летом. Среднегодовая температура воздуха составляет 4,1 °С. Средняя температура воздуха самого холодного месяца (января) — −10,8 °C (абсолютный минимум — −47 °C); самого тёплого месяца (июля) — 19,6 °C (абсолютный максимум — 38 °C). Безморозный период длится 142 дня. Среднегодовое количество атмосферных осадков составляет 477 мм, из которых около 330 мм выпадает в период с апреля по октябрь. Снежный покров держится в течение 150 дней.

### Часовой пояс
Село Малые Ключи, как и весь Татарстан, находится в часовой зоне МСК (московское время). Смещение применяемого времени относительно UTC составляет +3:00.

## Население
Население села Малые Ключи в 2013 году составляло 21 человек. Большинство домов – дачные.
В 2022 население составило 19 человек.

### Национальный состав
Согласно результатам переписи 2002 года, в национальной структуре населения русские составляли 70 % из 23 чел., татары — 26 %.